# Afghanite
L'afghanite  est un minéral hydraté du groupe des (alumino-)silicates (sous-groupe des tectosilicates), de composition (Na,Ca,K)8(AlSiO4)6(SO4,Cl2,CO3)3 • 0,5 H2O.

## Caractéristiques
L'afghanite est un feldspathoïde de la famille de la cancrinite. Communément accompagnée par des minéraux de la famille de la sodalite, elle forme des cristaux massifs bleus à incolores, dans le système hexagonal. La dureté de Mohs est de 5,5 à 6,  la densité de 2,55 à 2,65, et les indices de réfraction de nω = 1,523 et nε = 1,529. Le clivage est parfait dans la direction {\displaystyle \{10{\overline {1}}0\}}, et la cassure conchoïdale. L'afghanite présente une fluorescence orange vif.

## Découverte et principaux gisements

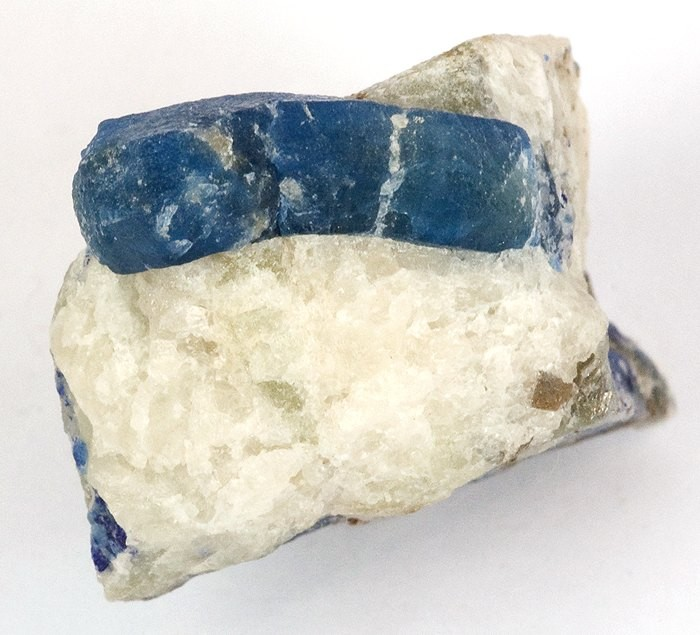
Afghanite

L'afghanite a été découverte en 1968 dans la mine de lapis-lazuli de Sar-e-Sang en Afghanistan (province de Badakhchan), et doit son nom à ce pays. On l'a ensuite décrite en Allemagne, en Italie, dans le Pamir, au Tadjikistan, près du lac Baïkal en Sibérie, à New York et dans l'île de Terre-Neuve. En Afghanistan elle se présente sous forme de veines dans les cristaux de lazulite, et à Pitigliano en Toscane (Italie) dans des xénolithes calcaires altérés au sein de la pierre ponce.